# Discestra eversmanni
Discestra eversmanni är en fjärilsart som beskrevs av Otto Staudinger 1900. Discestra eversmanni ingår i släktet Discestra och familjen nattflyn. Inga underarter finns listade i Catalogue of Life.